# Battleground State Forest
 (juillet 2021).
La Battleground State Forest est une aire protégée américaine dans le comté de Cass, au Minnesota. Elle protège environ 73 km2 au sein de la forêt nationale de Chippewa.